# El fugitivo (película de 1993)
El fugitivo (The Fugitive en inglés) es una película estadounidense dirigida por Andrew Davis y protagonizada por Harrison Ford y Tommy Lee Jones. Estrenada en 1993 y producida por Warner Bros., la película está basada en la serie homónima de la década de los sesenta.

## Argumento
El doctor Richard Kimble es acusado de asesinar a su esposa Hellen, cosa que no hizo. Por la grabación telefónica efectuada por el Departamento de Emergencia de la Policía donde ella menciona su nombre las autoridades asumen que Kimble es el culpable. En el juicio, Richard Kimble es condenado a la pena capital aun siendo inocente. Ésta deberá ser ejecutada meses más tarde. 
Después de esto, el autobús en el que viaja el doctor rumbo a la prisión con otros prisioneros sufre un accidente, provocado por los mismos reclusos que buscaban escapar y cayendo por ello a una ladera. Mientras los prisioneros del autobús tratan de recuperarse después del accidente, a este se acerca velozmente un tren de carga. En ese instante uno de los guardias escapa mientras otro queda herido dentro del autobús. Kimble antes de escapar logra sacar a este guardia segundos antes de que el tren impacte contra el autobús. El doctor Richard Kimble, conmocionado por los hechos, huye del lugar.
A partir de ahí los agentes de la autoridad del Estado de Illinois siguen su caso y lo persiguen, entre los cuales está un persistente y vanidoso comisario del U.S. Marshals, Samuel "Big Dog" Gerard, quien en más de una ocasión logra encontrar al prófugo Richard Kimble que de forma astuta, consigue escapar y seguir adelante con su propia investigación en la ciudad de Chicago para encontrar al asesino de su esposa teniendo siempre a Gerard en los talones.
Durante su investigación él encuentra en la ciudad el paradero del asesino. Se llama Frederick Sykes. También descubre que su esposa fue asesinada por error y que el asesino iba en busca del Dr. Kimble, debido a que había descubierto que un nuevo fármaco, responsable de mejorar la circulación arterial, tenía resultados no alentadores y peligrosos, un fármaco innovador que auguraría una nueva era en la Cardiología y Angiología, y que desarrollaba la gigante farmacéutica Devlin McGregor, obsesionada en introducirlo por ello.  
Ahora Kimble tendrá que demostrar su inocencia encontrando al verdadero culpable al respecto. Al final descubre que es su propio amigo y colega Charles Nichols. Había encubierto su descubrimiento cambiando las muestras de estudio patológico para tener la aprobación final por parte de la FDA matando para ello también a su colega, el patólogo Lentz, que también lo sabía, y todo ello para permitir la creación de este nuevo fármaco para su venta al público. Para todo ello utilizó a Sykes, también un empleado de la empresa Devlin McGregor, para que matase a Kimble y luego a Lentz con el beneplácito de la misma empresa. También descubre que ambos lo hicieron para obtener a cambio mucho dinero por parte de la empresa. 
Finalmente, tras una pelea a muerte entre Kimble y Nichols, Kimble se entrega a Gerard, sabiendo éste ya que el doctor es inocente.

## Reparto y doblaje
| Actor original Estados Unidos | Personaje               | Actor de voz España | Actor de voz México |
| ----------------------------- | ----------------------- | ------------------- | ------------------- |
| Harrison Ford                 | Doctor Richard Kimble   | Luis Iglesia        | José Lavat          |
| Tommy Lee Jones               | Comisario Samuel Gerard | Antonio Cancelas    | Blas García         |
| Sela Ward                     | Helen Kimble            | Trinidad Morenza    | Andrea Coto         |
| Julianne Moore                | Doctora Anne Eastman    | Nora Abad           | Yolanda Vidal       |

## Reparto
| Actor             | Personaje              |
| ----------------- | ---------------------- |
| Harrison Ford     | Doctor Richard Kimble  |
| Tommy Lee Jones   | Samuel Gerard          |
| Sela Ward         | Helen Kimble           |
| Julianne Moore    | Doctora Anne Eastman   |
| Joe Pantoliano    | Comisario Cosmo Renfro |
| Andreas Katsulas  | Fredrick Sykes         |
| Jeroen Krabbé     | Doctor Charles Nichols |
| Daniel Roebuck    | Comisario Robert Biggs |
| L. Scott Caldwell | Comisaria Erin Poole   |
| Tom Wood          | Comisario Noah Newman  |
| Ron Dean          | Detective Kelly        |
| Joseph Kosala     | Detective Rosetti      |
| Jane Lynch        | Doctora Kathy Wahlund  |

## Producción
Nueve guionistas participaron en la creación del guion que duró 5 años y se realizaron 25 versiones diferentes para ello. Una vez hecho, se empezó con el casting. Se pensó en contratar a Alec Baldwin y Andy García para el papel de Dr. Richard Kimble. Finalmente se contrató a Harrison Ford para ese papel.

### Rodaje
El rodaje comenzó en febrero de 1993 y estaba planeado en presentarla en agosto de 1993. Por ello, para poder aun así rodarla en solo 6 meses, se contrató a más editores y asistentes de lo normal cosa que también se consiguió.
Se filmó la mayor parte de la película en Carolina del Norte y Chicago. La escena del accidente del autobús, en el que Kimble consigue darse a la fuga se rodó en Carolina del Norte fue real. Se rodó en Carolina del Norte y se hizo así para hacerla perfecta para el público. Solo el salto de Kimble fue añadida después y se usaron para hacerla 27 cámaras con el límite de una sola toma. La escena de la presa, la más memorable de todas, fue filmada en Chicago. El laberinto de túneles que desembocan en una presa fueron construidos en un almacén de Chicago y la posterior escena del salto que hizo Kimble para escapar de Gerard la hizo Harrison Ford con un cable que le sujetaba. Para la posterior caída fueron usados seis muñecos parecidos a él. Se usaron en diferentes escenas y todos quedaron completamente destruidos. Esta escena tuvo un coste de casi dos millones de dólares. También cabe añadir que el personaje de Julianne Moore iba a tener mucha más presencia y peso en la película. Originalmente, su personaje iba a tener una historia de amor con el de Harrison Ford. Incluso fue rodada, pero al final esa parte de la filmación fue eliminada en el montaje final.

## Fechas de estreno mundial
| País                                                                          | Fecha de estreno                  |
| ----------------------------------------------------------------------------- | --------------------------------- |
| Alemania                                                                      | Jueves 16 de septiembre de 1993   |
| Argentina                                                                     | Jueves 7 de octubre de 1993       |
| Australia                                                                     | Jueves 12 de agosto de 1993       |
| Austria                                                                       | Viernes 17 de septiembre de 1993  |
| Bélgica                                                                       | Miércoles 1 de septiembre de 1993 |
| Belice · Costa Rica · El Salvador · Guatemala · Honduras · Nicaragua · Panamá | Viernes 1 de octubre de 1993      |
| Bolivia                                                                       | Martes 19 de octubre de 1993      |
| Brasil                                                                        | Viernes 8 de octubre de 1993      |
| Bulgaria                                                                      | Viernes 17 de diciembre de 1993   |
| Chile                                                                         | Jueves 7 de octubre de 1993       |
| Colombia                                                                      | Jueves 14 de octubre de 1993      |
| Corea del Sur                                                                 | Sábado 11 de septiembre de 1993   |
| Croacia                                                                       | Jueves 23 de diciembre de 1993    |
| Dinamarca                                                                     | Viernes 12 de noviembre de 1993   |
| Egipto                                                                        | Lunes 3 de enero de 1994          |
| Eslovenia                                                                     | Jueves 23 de diciembre de 1993    |
| España                                                                        | Viernes 24 de septiembre de 1993  |
| Estados Unidos · Canadá                                                       | Viernes 6 de agosto de 1993       |
| Estonia                                                                       | Viernes 20 de mayo de 1994        |
| Filipinas                                                                     | Miércoles 1 de septiembre de 1993 |
| Finlandia                                                                     | Viernes 29 de octubre de 1993     |
| Francia                                                                       | Miércoles 1 de septiembre de 1993 |

| País                         | Fecha de estreno                  |
| ---------------------------- | --------------------------------- |
| Grecia                       | Viernes 24 de septiembre de 1993  |
| Hong Kong                    | Jueves 21 de octubre de 1993      |
| Hungría                      | Jueves 27 de enero de 1994        |
| India                        | Viernes 21 de enero de 1994       |
| Indonesia                    | Martes 21 de septiembre de 1993   |
| Israel                       | Viernes 10 de septiembre de 1993  |
| Italia                       | Viernes 17 de septiembre de 1993  |
| Japón                        | Sábado 11 de septiembre de 1993   |
| Malasia                      | Jueves 9 de diciembre de 1993     |
| México                       | Viernes 8 de octubre de 1993      |
| Noruega                      | Viernes 29 de octubre de 1993     |
| Nueva Zelanda                | Viernes 10 de septiembre de 1993  |
| Países Bajos                 | Jueves 2 de septiembre de 1993    |
| Perú                         | Jueves 14 de octubre de 1993      |
| Polonia                      | Viernes 5 de noviembre de 1993    |
| Portugal                     | Viernes 17 de septiembre de 1993  |
| Puerto Rico                  | Jueves 2 de septiembre de 1993    |
| Reino Unido Irlanda          | Viernes 24 de septiembre de 1993  |
| República Checa · Eslovaquia | Jueves 9 de diciembre de 1993     |
| Rumania                      | Viernes 28 de enero de 1994       |
| Singapur                     | Jueves 9 de septiembre de 1993    |
| Sudáfrica                    | Viernes 22 de octubre de 1993     |
| Suecia                       | Viernes 6 de agosto de 1993       |
| Suiza                        | Miércoles 1 de septiembre de 1993 |
| Tailandia                    | Sábado 25 de septiembre de 1993   |
| Taiwán                       | Sábado 18 de septiembre de 1993   |
| Turquía                      | Viernes 5 de noviembre de 1993    |
| Uruguay                      | Viernes 8 de octubre de 1993      |
| Venezuela                    | Miércoles 13 de octubre de 1993   |

## Recepción
La producción cinematográfica consiguió erigirse, a pesar de la fuerte competencia, como uno de los mayores éxitos de taquilla de 1993, implantando la tendencia de convertir míticas series televisivas en largometrajes para la gran pantalla. También fue mimada por la crítica. A causa del éxito se hizo la secuela U.S. Marshals (1998).

### Premios
| Premio                   | Categoría                                                                                             | Nominados                                                                           | Resultado |
| ------------------------ | --- | ----------------------------------------------------------------------------------- | --------- |
| Premios Óscar            | Mejor película                                                                                        | Arnold Kopelson                                                                     | Nominada  |
| Premios Óscar            | Mejor actor de reparto                                                                                | Tommy Lee Jones                                                                     | Ganador   |
| Premios Óscar            | Mejor fotografía                                                                                      | Michael Chapman                                                                     | Nominado  |
| Premios Óscar            | Mejor banda sonora                                                                                    | James Newton Howard                                                                 | Nominado  |
| Premios Óscar            | Mejor montaje                                                                                         | Dennis Vickler, David Finfer, Dean Goodhill, Don Brochu, Richard Nord y Dov Hoening | Nominados |
| Premios Óscar            | Mejor sonido                                                                                          | Donald O. Mitchell, Michael Herbrick, Frank A. Montaño y Scott D. Smith             | Nominados |
| Premios Óscar            | Mejor edición de sonido                                                                               | John Leveque y Bruce Stambler                                                       | Nominados |
| Premios Globo de Oro     | Mejor director                                                                                        | Andrew Davis                                                                        | Nominado  |
| Premios Globo de Oro     | Mejor actor - Drama                                                                                   | Harrison Ford                                                                       | Nominado  |
| Premios Globo de Oro     | Mejor actor de reparto                                                                                | Tommy Lee Jones                                                                     | Ganador   |
| Premios BAFTA            | |                                                                                     |           |
| Mejor actor de reparto   | Tommy Lee Jones                                                                                       | Nominado                                                                            |           |
| Mejor montaje            | Dennis Vickler, David Finfer, Dean Goodhill, Don Brochu, Richard Nord y Dov Hoening                   | Nominado                                                                            |           |
| Mejor sonido             | Donald O. Mitchell, Michael Herbrick, Frank A. Montaño, Scott D. Smith, John Leveque y Bruce Stambler | Ganadores                                                                           |           |
| Mejores efectos visuales | William Mesa y Roy Arbogast                                                                           | Nominados                                                                           |           |